# Paducah
Paducah er en by i det sydvestlige Kentucky i USA. Den ligger ved Tennesseeflodens udmunding i Ohiofloden. Byen havde 26.307 indbyggere ved folketællingen i år 2000. 

## Historie

### Pekin
Paducah som oprindelig hed Pekin, blev omkring 1815 startet som et blandet samfund af indianere og nybyggere, som blev tiltrukket af dens placering der hvor mange floder mødes. 
Ifølge legenden bød høvding Paduke, som sandsynligvis var Chickasaw, de nybyggere velkommen, som sejlede ned af Ohiofloden og Tennessee floden på fladbundede både. Hans wigwam, som lå på en lav bakke ved mundingen af Island Creek lå der hvor landsbyens råd samledes. Nybyggerne, som var taknemmelige for hans gæstfrihed og respekterede hans levevis, bosatte sig på den anden side af bækken.
De to samfund levede i harmoni og handlede med varer og tjenester samtidig med at de opdagede hinandens kultur. Nybyggerne havde medbragt hest og muldyr, som de brugte til at trække de flade både op ad floden til gårde, tømmerpladser, handelsposter og andre bebyggelser langs vandvejene og dermed skabte de en primitiv men driftig økonomi. 
Denne kulturelle udveksling fortsatte indtil William Clark, den berømte leder af Lewis og Clark ekspeditionen, i 1827 ankom med et skøde på jorden hvor Pekin lå. Clark var superintendant for indianske affærer i Mississippi-Missouri flodregionen. Formentlig bad han høvdingen og nybyggerne om at flytte, hvad de gjorde. De gjorde ikke megen modstand, formentlig fordi skødet var udstedt af USA’s højesteret. Selv om skødet kun kostede 5$ dollars, lå der den fulde autoritet af De Forenede Staters regering bag. 
Clark opmålte sin nye ejendom og fastlagde vejenes forløb i den nye by. Disse veje er stadig klart synlige i dag. Høvdingen og hans folk flyttede til Mississippi hvilket gav Clark mulighed for at fortsætte arbejdet med at bygge den nye by, som han gav navnet Paducah til ære for høvdingen. Da han var færdig med byplanen sendte Clark udsendinge til Mississippi for at invitere høvding Paduke tilbage til indvielsen, men han døde af malaria på vejen tilbage. Nybyggerne havde fået lov at købe grunde i den nye by, men de fleste af dem flyttede videre til mindre udviklede egne. 

### Bystatus, dampskibe og jernbaner
Paducah blev formelt til en stad (town) i 1830, og som følge af den kraftige udvikling ved floderne blev den en vigtig havn for dampskibene, der besejlede flodsystemet. Et teglværk og et jernværk, som producerede jernbaneskinner og dele til lokomotiver, blev kernen i et en blomstrende flod og jernbane økonomi. 
Efter en periode med næsten eksponentiel vækst blev Paducah til en storstad (city) i 1856. Der kom tørdok til dampskibe og slæbebåde og byen kom til at rumme mange rederier. På grund af de nærliggende kulfelter mod øst i Kentucky og mod nord i Illinois blev Paducah også et knudepunkt for jernbaneselskabet Illinois Central Railroad, som var den primære nord-syd rute der forbandt Chicago og East St. Louis med Mexicanske Golf ved Gulfport, Mississippi. Jernbanen skaffede også øst-vest forbindelser for Burlington Northern Railroad og Atchison, Topeka and Santa Fe Railway. 

### Paducah I den amerikanske borgerkrig
Under den amerikanske borgerkrig besatte styrker under Brigadegeneral Ulysses S. Grant Paducah den 6. september 1861, hvilket gav Unionen kontrollen over Tennessee flodens udmunding. Gennem det meste af krigen var oberst Stephen G. Hicks ansvarlig for byen og et meget stort forsyningsdepot foruden dok faciliteter for kanonbåde og forsyningsskibe som forsynede Unionsstyrkerne langs Ohio, Mississippi og Tennessee flodsystemerne. 
Den 17. december 1862 blev 30 jødiske familier, som længe havde boet i byen, tvunget til at forlade deres hjem under henvisning til General Order No. 11. Cesar Kaskel, en prominent lokal jødisk forretningsmand, tog kontakt til præsident Lincoln og fik ordren annulleret. 
Den 25. marts 1864 blev byen udsat for et raid af sydstatssoldater under General Nathan Bedford Forrest under hans kampagne nordpå fra Mississippi ind i det vestlige Tennessee og Kentucky for at skaffe forsyninger til sydstatshæren i området foruden rekrutter, ammunition, lægemidler, heste, muldyr samt for i al almindelighed at underminere Unionens dominans i området syd for Ohio floden. Raidet var en succes hvad angik at skaffe forsyninger og genere Unionen, men Forrest vendte tilbage sydpå. 
I sin rapport skrev Forrest: Jeg drev fjenden tilbage til deres kanonbåde og fort, og holdt byen i ti timer. Jeg erobrede mange forsyninger og heste, afbrændte 60 baller bomuld, et dampskib og en tørdok og tog 50 fanger med mig. 
Da Forrest senere læste i aviserne at 140 fine heste var undsluppet raidet, sendte han brigadegenerel Abraham Buford tilbage til Paducah for at få fat i hestene og holde unionsstyrkerne beskæftiget mens han selv angreb fort Pillow. 
Den 14. april fandt Buford’s mænd hestene gemt i et støberi, som aviserne havde skrevet. Buford vendte tilbage til Forrest med byttet, og efterlod Paducah til Unionen under resten af krigen. 

### Oversvømmelsen i 1937
I 1937 steg Ohio floden ved Paducah til over 15 meter over normalen den 21. januar og vandstanden toppede med 18,5 meter den 2. februar. Først den 15. februar faldt vandstanden til under 15 meter over normalen. I næsten 3 uger måtte 27.000 beboere flygte. I centrum af Paducah kan man stadig se huse, som har markeringer af hvor højt vandet sted. 
Med 450 mm regn på 16 dage samtidig med at isen smeltede i floden, var oversvømmelsen i 1937 den værste naturkatastrofe i Paducahs historie. Da diget ved Paducah ikke kunne modstå disse vandmasser, blev den amerikanske hærs ingeniørkorps sat til at bygge det dige, som i dag beskytter byen mod oversvømmelse. 

### Uran berigelse
I 1950 placerede USA’s Atomenergikommission et uranberigelsesanlæg i Paducah. Byggeriet startede året efter og anlægget blev taget i brug i 1952. Anlægget blev oprindelig drevet af Union Carbide, men har skiftet ejer adskillige gange siden. Anlægget ejes af det amerikanske energiministerium.
37°04′20″N 88°37′39″V / 37.0722°N 88.6275°V